# Ali Baran
Ali Baran (* 1955 im Dorf Bargeni-Axucan, Landkreis Hozat, Tunceli) ist ein kurdischer Sänger. Er entstammt einer Kurmandschi-kurdischen Familie in der auch Zazaisch gesprochen wurde. Sein Vater Mahmud Baran war in seiner Heimat ein bekannter Sänger. Er ertrank in einem Stausee. Auch seine Mutter sang, so dass Ali Baran mit Musik aufwuchs. Er lernte mit sechs Jahren die Davul und mit zwölf die Saz/Tembur spielen. Seine musikalischen Vorbilder waren Arif Cizrewi, H. Cizrewi, Kawis Axa, Meryem Xan und Mahmut Baran
Als er mit sieben Jahren in die Schule kam, lernte er die Türkische Sprache. Zur Mittelschule ging er in Elazığ. Später wurde er aus politischen Gründen von der Sekundarschule verwiesen und kam 1973 nach Hozat zurück. Er spielte auf Veranstaltungen und sang auch revolutionäre Musik. Nach einem Konzert in Diyarbakir 1977 kam er für etwa zwei Monate ins Gefängnis. Später holte er seinen Sekundarabschluss nach und ging 1978 nach Deutschland.
In Deutschland studierte er Chemie und Musik, schloss das Studium aber nicht ab, sondern wendete sich ganz der Musik zu. Nach dem Militärputsch 1980 in der Türkei beantragte er Asyl. 1993 erhielt er die deutsche Staatsangehörigkeit.

## Diskografie
- 1981: Lo warê (Los, komm)
- 1984: Deriyê Hepisxane (Das Tor des Gefängnisses)
- 1987: Ey Dersimê (Hey Dersim)
- 1989: Helepce û Zindan (Halabschja und der Kerker)
- 1991: Cene Cene (Mädchen, Mädchen)
- 1993: Deste Ma (Unsere Hände)
- 1995: Live Ali Baran (Konser)
- 2000: Evîna Me (Unsere Liebe)
- 2005: Teberike (Heilige Erde)
- 2010: Cel Awaz (Vierzig Stimmen)
- 2015: The Best of Baran (Bijareyen Baran)
- 2018: Mirê Kevokan (Frieden Tauben)
- 2023: Hêvîya Çîyan (Hofnung an Bergen)

## Weblink
- Offizielle Website

| Personendaten    | Personendaten                                 |
| ---------------- | --------------------------------------------- |
| NAME             | Baran, Ali                                    |
| KURZBESCHREIBUNG | kurdisch-türkischer Sänger                    |
| GEBURTSDATUM     | 1955                                          |
| GEBURTSORT       | Dorf Bargeni-Axucan, Landkreis Hozat, Tunceli |